# 1932 en architecture
| Années de l'architecture : 1929 - 1930 - 1931 - 1932 - 1933 - 1934 - 1935    |
| Décennies de l'architecture : 1900 - 1910 - 1920 - 1930 - 1940 - 1950 - 1960 |

Cet article présente les faits marquants de l'année 1932 en architecture.

## Réalisations
- Robert Mallet-Stevens construit la villa Cavrois à Croix dans le Nord.
- La basilique du Sacré-Cœur à Prague dessinée par Josip Plecnik est achevée.
- Le pont Lambeth construit par Geoffrey Groves est ouvert.
- Le pont du port de Sydney construit par John Bradfield est ouvert.
- L'American Institute of Pharmacy Building à Washington est construit sur les plans de John Russell Pope.

## Événements
- International Style publié par Philip Johnson et Henry-Russell Hitchcock.
- L'Exposition universelle d'architecture moderne au MoMA à New York lance la vogue du style international.

## Récompenses
- Royal Gold Medal : Hendrik Petrus Berlage.
- Grand Prix de Rome, architecture : Charles-Gustave Stoskopf, premier grand prix ; André Aubert second grand prix.

## Naissances
- 29 juillet : Luigi Snozzi.
- 11 août : Peter Eisenman.

## Décès
- 26 août : Ernesto Basile (° 31 janvier 1857).